# 伊一型潜水艦
伊一型潜水艦（いいちがたせんすいかん）は、日本海軍の潜水艦の艦級。艦型名は海軍大型七十四型、大型七十四型、伊号型巡潜型、巡潜1型と呼称された時期もあった。

## 概要
伊号第一潜水艦から伊号第五潜水艦までの五隻が建造された。伊号第一潜水艦から伊号第四潜水艦までは同じ設計であるが、伊号第五潜水艦は若干仕様が異なるので巡潜1型改と呼ばれることもある。太平洋戦争においては開戦当初から活躍したが、全艦戦没して終戦時には一隻も残っていない。日本海軍が建造した一等潜水艦（1,000 トンを超える大型潜水艦）のなかで伊号第五十一潜水艦、伊号第五十二潜水艦（のちの伊号第百五十二潜水艦）の次に建造された艦である。

## 建造

### 巡潜1型
第一次大戦以前の潜水艦は艦形も小さく、大洋の航海には適さない沿岸型の潜水艦であった。それに対しドイツは通商破壊戦のため水上速力の向上と長大な航続力を持ち、外洋航行能力のある大型の潜水艦が必要とされ、計画された。この大型潜水艦は巡洋潜水艦（略して巡潜）と類別されるようになる。
第一次大戦が終結した時、当時世界最高だったドイツの潜水艦技術を各国は競って取り入れた。潜水艦を艦隊決戦の補助艦艇と位置づけていた日本海軍は当時最大最新の巡潜として計画されたU142型の図面入手を図った。これには訪独した川崎造船所（のちの川崎重工業）の松方社長の努力により実現したと言われている。川崎造船所はまた、ドイツから潜水艦技術者を招いて指導を仰ぎ、技術の習得に努めている。
1923年（大正12年）度の艦艇建造新計画で建造された4隻の潜水艦はほぼドイツのU142型のコピーである（兵装だけは日本のものに改められている）。日本の大型潜水艦はまだ海大型の伊51の1隻が建造中なだけであり、当時の日本の造船技術としては仕方のないことだった。伊1から伊3までの3隻は1926年（大正15年）に竣工し、やや遅れて建造された伊4は冷却機を装備するなど設計を若干改め1929年（昭和4年）の竣工となった。

### 巡潜1型改
1927年（昭和2年）度予算で1隻のみ建造された伊5は水上偵察機1機が搭載可能となり、巡潜1型改とよばれる。艦橋後方左右に格納筒を1基ずつ設置し九一式水偵を分解格納した。これは日本潜水艦での水上機の初搭載である。兵装に関しては、備砲を12.7cm高角砲2門としている。またピストン無気泡の八八式発射管が装備され、魚雷搭載数は20本となった。

## 艦歴
巡潜1型の3艦は1932～1933年（昭和7～8年）頃に電池交換など能力改善工事を受けた。1937年（昭和12年）以降、第一線で新造時能力を発揮できるとされる「第1期艦齢」の12年を過ぎたため、巡潜1型は③計画において代艦計画が上がっており、計画終了時には全艦退役する予定であった。しかし、世界情勢が緊迫化するに伴い第一線として留まることとなり、1940～1941年（昭和15～16年）には艦齢延長工事が行われ、発射管が断気弁無気泡式の九五式魚雷発射管相当のものに改修された。この際、伊5は射出機を撤去して艦橋を後部ヘ拡大し、25mm連装機銃を搭載している。
太平洋戦争開戦時には長大な航続力を活かし、ハワイ作戦に5隻とも参加するなど第一線で活動した。その後もソロモン、アリューシャン、インドなど各地に出撃、陸上砲撃（ハワイ作戦）や通商破壊作戦、ソロモン方面での潜水艦輸送作戦などで活躍した。しかし次第に艦齢による性能低下が起こり、巡潜1型では安全潜行深度が64mに制限される事態も起きている。全艦が終戦をまたず全艦戦没した。

## 同型艦
- 伊号第一潜水艦 (初代)
- 伊号第二潜水艦
- 伊号第三潜水艦
- 伊号第四潜水艦
- 伊号第五潜水艦（巡潜1型改）

## 潜水隊の変遷
伊1型は同型艦5隻からなり、3隻からなる潜水隊に1隻足りないので巡潜2型の伊6を加えた6隻で2個潜水隊を編成した。すべて横須賀鎮守府に配備されたため、横鎮の固有番号の1~10までの番号の潜水隊である。第7潜水隊所属の伊3は一時期第8潜水隊に編入されていた。

### 第七潜水隊
横須賀鎮守府籍の伊1・伊2・伊3で編成。伊3は一時期第8潜水隊に転出していた。太平洋戦争ではハワイ・アリューシャン・インド洋・中部太平洋で哨戒・輸送任務に従事した。所属艦全艦の戦没により昭和19年9月10日に解隊された。
1926年(大正15年)8月1日：伊1、伊2で編成。第7潜水隊司令尾本知大佐。第二艦隊第2潜水戦隊。
1926年(大正15年)11月30日：竣工した伊3を編入。編成完結。
1926年(大正15年)12月1日：第7潜水隊司令嶋田繁太郎大佐。
1927年(昭和2年)1月15日：第一艦隊。
1927年(昭和2年)7月1日：横須賀鎮守府横須賀防備隊。
1927年(昭和2年)9月15日：伊1、伊2が予備艦となる。
1927年(昭和2年)11月15日：第7潜水隊司令豊田副武大佐。
1928年(昭和3年)9月10日：伊1、伊2が復帰。
1928年(昭和3年)12月1日：第二艦隊第2潜水戦隊。
1928年(昭和3年)12月10日：第7潜水隊司令白根貞介大佐。
1929年(昭和4年)11月5日：白根司令離任。
1930年(昭和5年)8月1日：伊3、第8潜水隊に転出。
1930年(昭和5年)12月1日：第7潜水隊司令春日篤中佐。第一艦隊第1潜水戦隊。
1931年(昭和6年)12月1日：第7潜水隊司令浮田秀彦大佐。
1932年(昭和7年)10月1日：横須賀鎮守府横須賀防備隊。
1932年(昭和7年)12月1日：第7潜水隊司令堀江吉正中佐。
1933年(昭和8年)10月20日：第7潜水隊司令吉富説三中佐。
1933年(昭和8年)11月15日：第一艦隊第1潜水戦隊。
1934年(昭和9年)11月15日：第7潜水隊司令八代祐吉大佐。横須賀鎮守府。
1935年(昭和10年)11月15日：第7潜水隊司令中邑元司中佐。
1936年(昭和11年)11月2日：第7潜水隊司令三戸寿中佐。
1936年(昭和11年)12月1日：第一艦隊第1潜水戦隊。
1937年(昭和12年)11月15日：第7潜水隊司令鍋島俊策中佐。
1938年(昭和13年)11月15日：第7潜水隊司令佐藤四郎大佐。
1939年(昭和14年)10月15日：（兼）第7潜水隊司令大竹寿雄中佐。
1939年(昭和14年)11月15日：第7潜水隊司令小田為清中佐。
1940年(昭和15年)10月19日：第7潜水隊司令佐々木半九大佐。
1940年(昭和15年)11月15日：横須賀鎮守府第8潜水隊より伊3を再編入。第六艦隊第2潜水戦隊。
1940年(昭和15年)12月21日：第7潜水隊司令長井満大佐。
1941年(昭和16年)10月15日：第7潜水隊司令島本久五郎大佐。
1942年(昭和17年)5月1日：第7潜水隊司令玉木留次郎大佐。
1942年(昭和17年)8月20日：第六艦隊付属。解隊された第2潜水戦隊第8潜水隊より伊4、伊5、伊6を編入。
1942年(昭和17年)8月31日：第六艦隊より伊7を編入。
1942年(昭和17年)12月9日：カミンボ北東沖で伊3戦没。翌年1月20日除籍。
1942年(昭和17年)12月21日：セント・ジョージ岬沖で伊4戦没。翌年3月1日除籍。
1943年(昭和18年)1月29日：カミンボ北東沖で伊1戦没。4月1日除籍。
1943年(昭和18年)4月1日：第五艦隊
1943年(昭和18年)6月21日：第7潜水隊司令岡田有作大佐。
1943年(昭和18年)6月22日：キスカ付近で伊7擱座(玉木司令戦死)。8月1日除籍。
1944年(昭和19年)2月1日：第六艦隊付属。
1944年(昭和19年)4月7日：ニューハノーバー島西北西沖で伊2戦没。6月10日除籍。
1944年(昭和19年)5月1日：第7潜水隊司令楢原省吾大佐。
1944年(昭和19年)6月30日：サイパン方面で伊6亡失認定。9月10日除籍。
1944年(昭和19年)7月19日：グアム東方沖で伊5戦没(楢原司令戦死)。9月10日除籍。
1944年(昭和19年)9月10日：解隊。

### 第八潜水隊
横須賀鎮守府籍の伊4・伊5と、第7潜水隊所属の伊3、巡潜2型の伊6で編成。太平洋戦争ではハワイ・アリューシャン・インド洋で哨戒・輸送任務に従事した。昭和15年11月15日に伊3が第7潜水隊に編入され、2年後の昭和17年8月20日に隊自体も解隊されて所属艦は第7潜水隊に編入された。
1930年(昭和5年)8月1日：伊3、伊4で編成。第8潜水隊司令横山菅雄中佐。横須賀鎮守府部隊
1930年(昭和5年)12月1日：第一艦隊第1潜水戦隊。
1931年(昭和6年)12月1日：第8潜水隊司令高須三二郎大佐。
1932年(昭和7年)7月31日：竣工した伊5を編入。
1932年(昭和7年)12月1日：第8潜水隊司令香宗我部譲中佐。横須賀鎮守府部隊。
1933年(昭和8年)12月1日：第8潜水隊司令高塚省吾大佐。第一艦隊第1潜水戦隊。
1934年(昭和9年)11月1日：第8潜水隊司令佐藤勉中佐。
1935年(昭和10年)5月15日：竣工した伊6を編入。
1935年(昭和10年)11月15日：横須賀鎮守府部隊。
1936年(昭和11年)12月1日：第8潜水隊司令秋山勝三大佐。第一艦隊第1潜水戦隊。
1937年(昭和12年)12月1日：第8潜水隊司令原田覚大佐。
1938年(昭和13年)12月15日：第8潜水隊司令魚住治策大佐。
1939年(昭和14年)11月1日：（兼）第8潜水隊司令小田為清中佐。
1939年(昭和14年)11月15日：小田司令離任。横須賀鎮守府部隊。
1940年(昭和15年)10月15日：第8潜水隊司令三好輝彦大佐。
1940年(昭和15年)11月15日：伊3、第六艦隊第2潜水戦隊第7潜水隊に転出。第六艦隊第2潜水戦隊。
1941年(昭和16年)9月1日：第8潜水隊司令竹崎馨大佐。
1942年(昭和17年)8月20日：解隊。所属艦は第7潜水隊に編入。